# Тявлово
Тя́влово (бел. Цяўлава) — деревня в составе Фанипольского сельсовета Дзержинского района Минской области Беларуси. Деревня расположена в 12 километрах от Дзержинска, 27 километрах от Минска и 10 километрах от железнодорожной станции Койданово.